# Hyundai Veracruz
El Hyundai Veracruz (en Europa: Hyundai ix55) fue una SUV del segmento E producida por el fabricante surcoreano Hyundai desde agosto de 2006 hasta abril de 2015. Fue una camioneta de cinco puertas con siete plazas que se fabricaba en Ulsan, Corea del Sur. A diferencia del Hyundai Terracan, el Veracruz tenía chasis monocasco y tracción delantera o a las cuatro ruedas. Algunos de los rivales del Veracruz son el Mazda CX-9, el Toyota Sequoia, el Subaru Tribeca, el Honda Pilot y el Kia Borrego. El Hyundai Veracruz fue vendido en los Estados Unidos, Canadá, México, Sudamérica, Asia y el Medio Oriente.
Sus dos motores fueron un gasolina V6 de 3.8 litros de cilindrada y 260 CV de potencia máxima, y un diésel V6 CRDI de 3.0 litros y 240 CV con turbocompresor de geometría variable e inyección directa common-rail. Este motor cumplía con la norma Euro IV.
En abril de 2015, Hyundai decidió cancelar la producción del modelo, sustituyéndolo por la versión de 7 plazas del Hyundai Santa Fe.